# 渡部保夫
渡部 保夫（わたなべ やすお、1929年10月27日 - 2007年4月12日）は、北海道室蘭市出身の日本の刑事法学者。弁護士。元裁判官（札幌高等裁判所判事、最高裁判所調査官）。博士（法学）（1992年・北海道大学）。

## 人物・来歴
1929年、北海道生まれ。1953年東京大学法学部卒業後、1955年から30年間、裁判官を務める。
裁判官を退官後は、法学者、弁護士を務めた。
2007年4月12日、仕事を終え深夜に入浴をしていたところ脳内出血のため死去。77歳没。

## 学説
裁判官時代、社会党代議士恐喝事件、青梅事件第二次控訴審無罪判決、梅田事件再審開始抗告審決定、北炭ガス爆発事故事件、北大電気メス禍事件等に関与。札幌地方裁判所の所長代行（1969年4月-1977年3月）、最高裁刑事調査官室の上席調査官（1978年4月-1981年3月）など司法行政にも関わった。
主要な研究テーマはどうすれば正しい事実認定ができるか、誤判が防止できるか。刑事事実認定研究の第一人者として知られた。その関心は司法制度にも及び、被疑者尋問のテープ録音や陪審制の導入論者でもあった。
渡部は自らの刑事事実認定に対する考えを、「刑事裁判においては、有罪方向の証拠はしばしば誇張された形で存在することが多く、その反面、無罪方向の証拠はいろいろな証拠の陰に隠れて存在することが多いこと、そのため、事件担当者が通常の態度で接するならば、つい誤った有罪方向の心証を形成してしまいやすいこと、したがって探索的な態度で無罪の発見に努める必要があること、各種の証拠に特有な誤謬可能性に注意しながら、いろいろな方面における状況証拠（自白や証言も一つの状況証拠である）を観察することに努力するならば、多くの場合、おぼろげながら真相がどの辺にあるかを把握することができるであろうこと、しかし、人間の洞察力には限りがあること、関係者の努力にもかかわらずすべての証拠が法廷に現れたり又はすべての証拠の欠陥が法廷で暴露されるとは限らないこと、したがって、確実な証拠がない限り、「疑わしきは被告人の利益に」の原則に忠実な態度をとる必要があること、」と説明している。

## 経歴
- 1953年3月　東京大学法学部法律学科卒業
- 1955年3月　司法修習生の課程修了
- 1955年4月　青森地方裁判所・家庭裁判所判事補
- 1957年4月　函館地方裁判所・家庭裁判所判事補
- 1960年8月　東京地方裁判所・家庭裁判所判事補
- 1962年4月　東京高等裁判所判事職務代行
- 1963年4月　秋田地方裁判所・家庭裁判所判事補
- 1965年4月　東京地方裁判所・家庭裁判所判事
- 1966年4月　東京高等裁判所判事職務代行
- 1968年4月　札幌地方裁判所・家庭裁判所判事
- 1977年4月　最高裁判所調査官
- 1981年4月　札幌高等裁判所判事
- 1985年4月　判事退官
- 1985年4月　北海道大学法学部教授（刑事法講座）
- 1992年12月　法学博士の学位を授与される
- 1993年3月　北海道大学教授定年退官
- 1993年4月　札幌学院大学法学部教授
- 1996年9月　弁護士登録（札幌弁護士会）
- 1998年3月　札幌学院大学法学部定年退職

## 人物
門下生に稲田隆司（新潟大学教授）がいる。

## 著編書
- 『刑事裁判ものがたり』（潮出版社、1987年）
- （大野正男との共編）『刑事裁判の光と陰―有罪率99％の意味するもの』（有斐閣、1989年）
- （伊佐千尋との共著）『病める裁判』（文藝春秋、1989年）
- （小中信幸との共訳）フレッド・E・インボー、ジョン・E・リード、ジョセフ・P・バックリー著『自白―真実への尋問テクニック』（ぎょうせい、1989年）
- （宮澤節生・木佐茂男・吉野正三郎・佐藤鉄男との共著）『テキストブック現代司法（第4版）』（日本評論社、2000年、初版1992年）
- 『無罪の発見―証拠の分析と判断基準―』（勁草書房、1992年）（北海道大学に対する博士学位請求論文）
- （庭山英雄・浜田寿美男・村岡啓一・高野隆との共訳）ギスリー・グッドジョンソン著『取調べ・自白・証言の心理学』（酒井書店、1994年）
- （竹澤哲夫・村井敏邦との共編）『刑事弁護の技術（上）（下）』（第一法規出版、1994年）
- （伊佐千尋との共著）『日本の刑事裁判―冤罪・死刑・陪審』（中央公論社、中公文庫、1996年）
- （監修。一瀬敬一郎・厳島行雄・仲真紀子・浜田寿美男編著）『目撃証言の研究―法と心理学の架け橋をもとめて』（北大路書房、2001年）
- 『刑事裁判を見る眼』（岩波書店、岩波現代文庫、2002年）